# Interlands Estisch voetbalelftal 1930-1939
Deze pagina toont een chronologisch en gedetailleerd overzicht van de interlands die het Estisch voetbalelftal heeft gespeeld in de periode 1930 – 1939.

## Interlands

### 1930
|                                                                     |                      |       |                     |                                                                                   |
| 27 juni Vriendschappelijk № 43 «onderlinge duels» 19:00 uur (UTC+2) | Estland              | 1 – 1 | Letland             | Kadriorustadion, Tallinn Toeschouwers: 4.000 Scheidsrechter: Harry Kuhlberg (FIN) |
| 27 juni Vriendschappelijk № 43 «onderlinge duels» 19:00 uur (UTC+2) | Johannes Brenner 64' |       | 30' Hermanis Jēnihs | Kadriorustadion, Tallinn Toeschouwers: 4.000 Scheidsrechter: Harry Kuhlberg (FIN) |

|                                                                     |                           |       |                                                                                         |                                                                                  |
| 18 juli Vriendschappelijk № 44 «onderlinge duels» 19:00 uur (UTC+2) | Estland                   | 1 – 5 | Zweden                                                                                  | Kadriorustadion, Tallinn Toeschouwers: 4.500 Scheidsrechter: Yrjö Tuhkunen (FIN) |
| 18 juli Vriendschappelijk № 44 «onderlinge duels» 19:00 uur (UTC+2) | Aleksander Gerassimov 26' |       | 7' John Sundberg 38' Arvid Thörn 41' Knut Johansson 44' John Sundberg 73' John Sundberg | Kadriorustadion, Tallinn Toeschouwers: 4.500 Scheidsrechter: Yrjö Tuhkunen (FIN) |

|                                                                        |                                                                                 |       |         |                                                                                    |
| 6 augustus Vriendschappelijk № 45 «onderlinge duels» 18:00 uur (UTC+2) | Estland                                                                         | 4 – 0 | Finland | Kadriorustadion, Tallinn Toeschouwers: 3.000 Scheidsrechter: Gustavs Krūmiņš (LVA) |
| 6 augustus Vriendschappelijk № 45 «onderlinge duels» 18:00 uur (UTC+2) | Friedrich Karm 21' Johannes Brenner 42' Johannes Brenner 67' Friedrich Karm 86' |       |         | Kadriorustadion, Tallinn Toeschouwers: 3.000 Scheidsrechter: Gustavs Krūmiņš (LVA) |

|                                                                            |                                              |       |                    |                                                                                      |
| 15 augustus Baltische Beker 1930 № 46 «onderlinge duels» 17:00 uur (UTC+2) | Litouwen                                     | 2 – 1 | Estland            | Kariuomenės Stadionas, Kaunas Toeschouwers: 2.600 Scheidsrechter: Georg Muntau (GER) |
| 15 augustus Baltische Beker 1930 № 46 «onderlinge duels» 17:00 uur (UTC+2) | Jaroslavas Citavičius 65' Antanas Lingis 67' |       | 49' Friedrich Karm | Kariuomenės Stadionas, Kaunas Toeschouwers: 2.600 Scheidsrechter: Georg Muntau (GER) |

|                                                                            |                                                              |       |                                      |                                                                                       |
| 16 augustus Baltische Beker 1930 № 47 «onderlinge duels» 17:00 uur (UTC+2) | Estland                                                      | 3 – 2 | Letland                              | Kauno Makabi Stadionas, Kaunas Toeschouwers: 3.500 Scheidsrechter: Georg Muntau (GER) |
| 16 augustus Baltische Beker 1930 № 47 «onderlinge duels» 17:00 uur (UTC+2) | Ērihs Pētersons 11' Voldemārs Žins 15' Fricis Dambrēvics 56' |       | 18' Eugen Einmann 38' Friedrich Karm | Kauno Makabi Stadionas, Kaunas Toeschouwers: 3.500 Scheidsrechter: Georg Muntau (GER) |

|                                                                          |                                                                                     |       |         |                                                                                      |
| 13 september Vriendschappelijk № 48 «onderlinge duels» 16:30 uur (UTC+2) | Litouwen                                                                            | 4 – 0 | Estland | Miesto Stadionas, Klaipėda Toeschouwers: 3.000 Scheidsrechter: Gustavs Krūmiņš (LVA) |
| 13 september Vriendschappelijk № 48 «onderlinge duels» 16:30 uur (UTC+2) | Stepas Chmelevskis 27' Albertas Zekas 47' Antanas Lingis 76' Stepas Chmelevskis 81' |       |         | Miesto Stadionas, Klaipėda Toeschouwers: 3.000 Scheidsrechter: Gustavs Krūmiņš (LVA) |

### 1931
|                                                                    |         |                   |         |                                                                               |
| 28 mei Vriendschappelijk № 49 «onderlinge duels» 19:00 uur (UTC+2) | Letland | 0 – 1             | Estland | LSB stadions, Riga Toeschouwers: 4.000 Scheidsrechter: Józef Lustgarten (POL) |
| 28 mei Vriendschappelijk № 49 «onderlinge duels» 19:00 uur (UTC+2) |         | 53' Eugen Einmann |         | LSB stadions, Riga Toeschouwers: 4.000 Scheidsrechter: Józef Lustgarten (POL) |

|                                                                    |                                                                            |       |                               |                                                                                  |
| 9 juni Vriendschappelijk № 50 «onderlinge duels» 19:00 uur (UTC+2) | Estland                                                                    | 4 – 1 | Litouwen                      | Kadriorustadion, Tallinn Toeschouwers: 4.000 Scheidsrechter: Esko Pekkonen (FIN) |
| 9 juni Vriendschappelijk № 50 «onderlinge duels» 19:00 uur (UTC+2) | Friedrich Karm 19' Leonhard Kass 40' Friedrich Karm 80' Friedrich Karm 82' |       | 70' (pen.) Stepas Chmelevskis | Kadriorustadion, Tallinn Toeschouwers: 4.000 Scheidsrechter: Esko Pekkonen (FIN) |

|                                                                     |                                                       |       |                     |                                                                                        |
| 17 juni Vriendschappelijk № 51 «onderlinge duels» 19:00 uur (UTC+2) | Finland                                               | 3 – 1 | Estland             | Töölön Pallokenttä, Helsinki Toeschouwers: 3.851 Scheidsrechter: Ivar Gustafsson (SWE) |
| 17 juni Vriendschappelijk № 51 «onderlinge duels» 19:00 uur (UTC+2) | Olof Strömsten 2' Gunnar Åström 36' Gunnar Åström 44' |       | 53' Helmuth Räästas | Töölön Pallokenttä, Helsinki Toeschouwers: 3.851 Scheidsrechter: Ivar Gustafsson (SWE) |

|                                                                    |                                                              |       |                         |                                                                                   |
| 8 juli Vriendschappelijk № 52 «onderlinge duels» 19:30 uur (UTC+1) | Zweden                                                       | 3 – 1 | Estland                 | Idrottsplatsen, Sandviken Toeschouwers: 6.000 Scheidsrechter: Esko Pekkonen (FIN) |
| 8 juli Vriendschappelijk № 52 «onderlinge duels» 19:30 uur (UTC+1) | Ragnar Jacobsson 27' Sune Zetterberg 29' Sune Zetterberg 70' |       | 78' Eduard Ellman-Eelma | Idrottsplatsen, Sandviken Toeschouwers: 6.000 Scheidsrechter: Esko Pekkonen (FIN) |

|                                                                            |                                           |       |          |                                                                                  |
| 30 augustus Baltische Beker 1931 № 53 «onderlinge duels» 17:30 uur (UTC+2) | Estland                                   | 2 – 0 | Litouwen | Kadriorustadion, Tallinn Toeschouwers: 4.200 Scheidsrechter: Osborn Wenzel (SWE) |
| 30 augustus Baltische Beker 1931 № 53 «onderlinge duels» 17:30 uur (UTC+2) | Eduard Ellman-Eelma 13' Leonhard Kass 50' |       |          | Kadriorustadion, Tallinn Toeschouwers: 4.200 Scheidsrechter: Osborn Wenzel (SWE) |

|                                                                            |                                          |       |                  |                                                                                  |
| 1 september Baltische Beker 1931 № 54 «onderlinge duels» 17:30 uur (UTC+2) | Estland                                  | 3 – 1 | Letland          | Kadriorustadion, Tallinn Toeschouwers: 6.500 Scheidsrechter: Osborn Wenzel (SWE) |
| 1 september Baltische Beker 1931 № 54 «onderlinge duels» 17:30 uur (UTC+2) | Eduard Eelma 10' Friedrich Karm 51', 67' |       | 16' Jānis Škincs | Kadriorustadion, Tallinn Toeschouwers: 6.500 Scheidsrechter: Osborn Wenzel (SWE) |

|                                                                          |                                              |       |                  |                                                                               |
| 27 september Vriendschappelijk № 55 «onderlinge duels» 16:00 uur (UTC+2) | Letland                                      | 2 – 1 | Estland          | JKS stadions, Riga Toeschouwers: 3.500 Scheidsrechter: Józef Lustgarten (POL) |
| 27 september Vriendschappelijk № 55 «onderlinge duels» 16:00 uur (UTC+2) | Jānis Škincs 67' Arnolds Štauvers 90' (pen.) |       | 8' Leonhard Kass | JKS stadions, Riga Toeschouwers: 3.500 Scheidsrechter: Józef Lustgarten (POL) |

### 1932
|                                                                    |                                                            |       |         |                                                                                  |
| 1 juni Vriendschappelijk № 56 «onderlinge duels» 19:00 uur (UTC+2) | Estland                                                    | 3 – 0 | Letland | Kadriorustadion, Tallinn Toeschouwers: 5.500 Scheidsrechter: Esko Pekkonen (FIN) |
| 1 juni Vriendschappelijk № 56 «onderlinge duels» 19:00 uur (UTC+2) | Arnold Laasner 3' Eduard Ellman-Eelma 6' Leonhard Kass 89' |       |         | Kadriorustadion, Tallinn Toeschouwers: 5.500 Scheidsrechter: Esko Pekkonen (FIN) |

|                                                                    |                                                     |       |         |                                                                                |
| 5 juni Vriendschappelijk № 57 «onderlinge duels» 19:00 uur (UTC+1) | Noorwegen                                           | 3 – 0 | Estland | Ullevaalstadion, Oslo Toeschouwers: 13.000 Scheidsrechter: Yrjö Tuhkunen (FIN) |
| 5 juni Vriendschappelijk № 57 «onderlinge duels» 19:00 uur (UTC+1) | Jørgen Juve 12' Jørgen Juve 20' Ragnar Pedersen 45' |       |         | Ullevaalstadion, Oslo Toeschouwers: 13.000 Scheidsrechter: Yrjö Tuhkunen (FIN) |

|                                                                     |                   |       |                                             |                                                                                         |
| 15 juli Vriendschappelijk № 58 «onderlinge duels» 19:00 uur (UTC+2) | Zweden            | 1 – 3 | Estland                                     | Kadriorustadion, Tallinn Toeschouwers: 6.000 Scheidsrechter: Ragnar Wickström (Finland) |
| 15 juli Vriendschappelijk № 58 «onderlinge duels» 19:00 uur (UTC+2) | Leonhard Kass 77' |       | 25', 74' Torsten Johansson 58' Gösta Dunker | Kadriorustadion, Tallinn Toeschouwers: 6.000 Scheidsrechter: Ragnar Wickström (Finland) |

|                                                                        |                           |       |         |                                                                              |
| 6 augustus Vriendschappelijk № 59 «onderlinge duels» 17:30 uur (UTC+2) | Litouwen                  | 1 – 0 | Estland | LFLS Stadion, Kaunas Toeschouwers: 1.000 Scheidsrechter: Juris Rēdlihs (LVA) |
| 6 augustus Vriendschappelijk № 59 «onderlinge duels» 17:30 uur (UTC+2) | Jaroslavas Citavičius 36' |       |         | LFLS Stadion, Kaunas Toeschouwers: 1.000 Scheidsrechter: Juris Rēdlihs (LVA) |

|                                                                         |         |                                                      |         |                                                                                    |
| 18 augustus Vriendschappelijk № 60 «onderlinge duels» 18:30 uur (UTC+2) | Estland | 0 – 3                                                | Finland | Kadriorustadion, Tallinn Toeschouwers: 5.000 Scheidsrechter: Alfrēds Lazdiņš (LVA) |
| 18 augustus Vriendschappelijk № 60 «onderlinge duels» 18:30 uur (UTC+2) |         | 9' Holger Salin 25' Jarl Malmgren 37' Nuutti Lintamo |         | Kadriorustadion, Tallinn Toeschouwers: 5.000 Scheidsrechter: Alfrēds Lazdiņš (LVA) |

|                                                                            |                  |       |                                           |                                                                         |
| 29 augustus Baltische Beker 1932 № 61 «onderlinge duels» 18:00 uur (UTC+2) | Estland          | 1 – 2 | Litouwen                                  | JKS stadions, Riga Toeschouwers: 3.000 Scheidsrechter: Sven Klang (SWE) |
| 29 augustus Baltische Beker 1932 № 61 «onderlinge duels» 18:00 uur (UTC+2) | Roman Mõtlik 11' |       | 30' Eduardas Čižauskas 70' Antanas Lingis | JKS stadions, Riga Toeschouwers: 3.000 Scheidsrechter: Sven Klang (SWE) |

|                                                                            |                      |       |         |                                                                         |
| 30 augustus Baltische Beker 1932 № 62 «onderlinge duels» 18:00 uur (UTC+2) | Letland              | 1 – 0 | Estland | JKS stadions, Riga Toeschouwers: 5.000 Scheidsrechter: Sven Klang (SWE) |
| 30 augustus Baltische Beker 1932 № 62 «onderlinge duels» 18:00 uur (UTC+2) | Alberts Šeibelis 58' |       |         | JKS stadions, Riga Toeschouwers: 5.000 Scheidsrechter: Sven Klang (SWE) |

### 1933
|                                                                    |                                         |       |         |                                                                                    |
| 28 mei Vriendschappelijk № 63 «onderlinge duels» 12:00 uur (UTC+2) | Letland                                 | 2 – 0 | Estland | JKS stadions, Riga Toeschouwers: 2.500 Scheidsrechter: Valerijonas Balčiūnas (LTU) |
| 28 mei Vriendschappelijk № 63 «onderlinge duels» 12:00 uur (UTC+2) | Arnolds Tauriņš 45' Ērihs Pētersons 90' |       |         | JKS stadions, Riga Toeschouwers: 2.500 Scheidsrechter: Valerijonas Balčiūnas (LTU) |

|                                                                        | |       |                                       |                                                                                                |
| 11 juni WK 1934 kwalificatie № 64 «onderlinge duels» 14:00 uur (UTC+1) | Zweden                                                                                               | 6 – 2 | Estland                               | Olympisch Stadion, Stockholm Toeschouwers: 8.132 Scheidsrechter: Reidar Randers Johansen (NOR) |
| 11 juni WK 1934 kwalificatie № 64 «onderlinge duels» 14:00 uur (UTC+1) | Knut Kroon 7' Lennart Bunke 10' Bertil Ericsson 13', 70' Torsten Bunke 43' Sven Andersson 79' (pen.) |       | 47' Leonhard Kass 61' Richard Kuremaa | Olympisch Stadion, Stockholm Toeschouwers: 8.132 Scheidsrechter: Reidar Randers Johansen (NOR) |

|                                                                     |                                                 |       |                           |                                                                                  |
| 20 juli Vriendschappelijk № 65 «onderlinge duels» 19:00 uur (UTC+2) | Estland                                         | 2 – 1 | Litouwen                  | Kadriorustadion, Tallinn Toeschouwers: 4.500 Scheidsrechter: Yrjö Tuhkunen (FIN) |
| 20 juli Vriendschappelijk № 65 «onderlinge duels» 19:00 uur (UTC+2) | Karl-Richard Idlane 68' Karl-Richard Idlane 78' |       | 30' Jaroslavas Citavičius | Kadriorustadion, Tallinn Toeschouwers: 4.500 Scheidsrechter: Yrjö Tuhkunen (FIN) |

|                                                                        |                                     |       |                      |                                                                                |
| 9 augustus Vriendschappelijk № 66 «onderlinge duels» 18:30 uur (UTC+2) | Estland                             | 2 – 1 | Letland              | Kadriorustadion, Tallinn Toeschouwers: 5.000 Scheidsrechter: Matti Aalto (FIN) |
| 9 augustus Vriendschappelijk № 66 «onderlinge duels» 18:30 uur (UTC+2) | Eduard Eelma 14' Arnold Laasner 83' |       | 50' Alberts Šeibelis | Kadriorustadion, Tallinn Toeschouwers: 5.000 Scheidsrechter: Matti Aalto (FIN) |

|                                                                         |                                             |       |                 |                                                                                         |
| 16 augustus Vriendschappelijk № 67 «onderlinge duels» 18:15 uur (UTC+2) | Finland                                     | 2 – 1 | Estland         | Töölön Pallokenttä, Helsinki Toeschouwers: 3.950 Scheidsrechter: Ragnar Bäckström (SWE) |
| 16 augustus Vriendschappelijk № 67 «onderlinge duels» 18:15 uur (UTC+2) | Kurt Weckström 48' Eugen Einmann 65' (e.d.) |       | 39' Viktor Ader | Töölön Pallokenttä, Helsinki Toeschouwers: 3.950 Scheidsrechter: Ragnar Bäckström (SWE) |

|                                                                            |                                    |                  |                             |                                                                                       |
| 2 september Baltische Beker 1933 № 68 «onderlinge duels» 16:30 uur (UTC+2) | Litouwen Jaroslavas Citavičius 55' | 1 – 1 (gestaakt) | Estland 15' Richard Kuremaa | Kariuomenės Stadionas, Kaunas Toeschouwers: 3.000 Scheidsrechter: Yrjö Tuhkunen (FIN) |
| 2 september Baltische Beker 1933 № 68 «onderlinge duels» 16:30 uur (UTC+2) |                                    |                  |                             | Kariuomenės Stadionas, Kaunas Toeschouwers: 3.000 Scheidsrechter: Yrjö Tuhkunen (FIN) |

|                                                                            |         |                      |         |                                                                                       |
| 3 september Baltische Beker 1933 № 69 «onderlinge duels» 16:30 uur (UTC+2) | Estland | 0 – 1                | Letland | Kariuomenės Stadionas, Kaunas Toeschouwers: 3.000 Scheidsrechter: Yrjö Tuhkunen (FIN) |
| 3 september Baltische Beker 1933 № 69 «onderlinge duels» 16:30 uur (UTC+2) |         | 35' Alberts Šeibelis |         | Kariuomenės Stadionas, Kaunas Toeschouwers: 3.000 Scheidsrechter: Yrjö Tuhkunen (FIN) |

|                                                                         |          |                                                                   |         |                                                                                       |
| 5 september Vriendschappelijk № 70 «onderlinge duels» 16:00 uur (UTC+2) | Litouwen | 0 – 5                                                             | Estland | Kariuomenės Stadionas, Kaunas Toeschouwers: 1.000 Scheidsrechter: Yrjö Tuhkunen (FIN) |
| 5 september Vriendschappelijk № 70 «onderlinge duels» 16:00 uur (UTC+2) |          | 6', 45', 49' Eduard Eelma 28' Georg Siimenson 77' Richard Kuremaa |         | Kariuomenės Stadionas, Kaunas Toeschouwers: 1.000 Scheidsrechter: Yrjö Tuhkunen (FIN) |

### 1934
|                                                                     |                         |       |                |                                                                                       |
| 29 juni Vriendschappelijk № 71 «onderlinge duels» 18:00 uur (UTC+2) | Litouwen                | 1 – 1 | Estland        | Kariuomenės Stadionas, Kaunas Toeschouwers: 2.000 Scheidsrechter: Juris Rēdlihs (LVA) |
| 29 juni Vriendschappelijk № 71 «onderlinge duels» 18:00 uur (UTC+2) | Zigmas Sabaliauskas 82' |       | 33' Egon Parbo | Kariuomenės Stadionas, Kaunas Toeschouwers: 2.000 Scheidsrechter: Juris Rēdlihs (LVA) |

|                                                                                             |                     |       |                   |                                                                                     |
| 8 augustus Vriendschappelijk Turaani Turniir 1934 № 72 «onderlinge duels» 18:30 uur (UTC+2) | Estland             | 1 – 1 | Finland           | Kadriorustadion, Tallinn Toeschouwers: 5.000 Scheidsrechter: Ragnar Bäckström (SWE) |
| 8 augustus Vriendschappelijk Turaani Turniir 1934 № 72 «onderlinge duels» 18:30 uur (UTC+2) | Georg Siimenson 60' |       | 20' Lauri Taipale | Kadriorustadion, Tallinn Toeschouwers: 5.000 Scheidsrechter: Ragnar Bäckström (SWE) |

|                                                                                              |                                              |       |                                     |                                                                                     |
| 10 augustus Vriendschappelijk Turaani Turniir 1934 № 73 «onderlinge duels» 18:30 uur (UTC+2) | Estland                                      | 2 – 2 | Hongarije                           | Kadriorustadion, Tallinn Toeschouwers: 6.000 Scheidsrechter: Ragnar Bäckström (SWE) |
| 10 augustus Vriendschappelijk Turaani Turniir 1934 № 73 «onderlinge duels» 18:30 uur (UTC+2) | Richard Kuremaa 37' Valter Neeris 71' (pen.) |       | 24' Laszlo Keszei 47' Laszlo Keszei | Kadriorustadion, Tallinn Toeschouwers: 6.000 Scheidsrechter: Ragnar Bäckström (SWE) |

### 1935
|                                                                     |                          |       |                     |                                                                            |
| 12 juni Vriendschappelijk № 74 «onderlinge duels» 18:30 uur (UTC+2) | Letland                  | 1 – 1 | Estland             | JKS stadions, Riga Toeschouwers: 6.500 Scheidsrechter: Sophus Hansen (DEN) |
| 12 juni Vriendschappelijk № 74 «onderlinge duels» 18:30 uur (UTC+2) | Jānis Rozītis 65' (pen.) |       | 88' Georg Siimenson | JKS stadions, Riga Toeschouwers: 6.500 Scheidsrechter: Sophus Hansen (DEN) |

|                                                                     |                                      |       |                                              |                                                                                    |
| 19 juni Vriendschappelijk № 75 «onderlinge duels» 19:00 uur (UTC+2) | Estland                              | 2 – 2 | Litouwen                                     | Kadriorustadion, Tallinn Toeschouwers: 5.000 Scheidsrechter: Einar Lundström (FIN) |
| 19 juni Vriendschappelijk № 75 «onderlinge duels» 19:00 uur (UTC+2) | Richard Kuremaa 54' Eduard Eelma 75' |       | 39' Henrikas Kersnauskas 70' Jonas Bužinskas | Kadriorustadion, Tallinn Toeschouwers: 5.000 Scheidsrechter: Einar Lundström (FIN) |

|                                                                    |                  |       |                         |                                                                                |
| 9 juli Vriendschappelijk № 76 «onderlinge duels» 19:00 uur (UTC+2) | Estland          | 1 – 2 | Zweden                  | Kadriorustadion, Tallinn Toeschouwers: 7.000 Scheidsrechter: Matti Aalto (FIN) |
| 9 juli Vriendschappelijk № 76 «onderlinge duels» 19:00 uur (UTC+2) | Eduard Eelma 62' |       | 15', 17' Åke Samuelsson | Kadriorustadion, Tallinn Toeschouwers: 7.000 Scheidsrechter: Matti Aalto (FIN) |

|                                                                        |                       |       |                                       |                                                                                    |
| 7 augustus Vriendschappelijk № 77 «onderlinge duels» 18:30 uur (UTC+2) | Finland               | 2 – 2 | Estland                               | Töölön Pallokenttä, Helsinki Toeschouwers: 4.359 Scheidsrechter: Otto Olsson (SWE) |
| 7 augustus Vriendschappelijk № 77 «onderlinge duels» 18:30 uur (UTC+2) | Pentti Larvo 38', 85' |       | 29' Heinrich Uukkivi 52' Eduard Eelma | Töölön Pallokenttä, Helsinki Toeschouwers: 4.359 Scheidsrechter: Otto Olsson (SWE) |

|                                                                            |                     |       |                                               |                                                                                 |
| 20 augustus Baltische Beker 1935 № 78 «onderlinge duels» 18:00 uur (UTC+2) | Estland             | 1 – 2 | Litouwen                                      | Kadriorustadion, Tallinn Toeschouwers: 6.000 Scheidsrechter: Rudolf Eklöw (SWE) |
| 20 augustus Baltische Beker 1935 № 78 «onderlinge duels» 18:00 uur (UTC+2) | Nikolai Linberg 45' |       | 32' Voldemaras Jaškevičius 75' Antanas Lingis | Kadriorustadion, Tallinn Toeschouwers: 6.000 Scheidsrechter: Rudolf Eklöw (SWE) |

|                                                                            |                  |       |                     |                                                                                 |
| 22 augustus Baltische Beker 1935 № 79 «onderlinge duels» 18:00 uur (UTC+2) | Estland          | 1 – 1 | Letland             | Kadriorustadion, Tallinn Toeschouwers: 7.000 Scheidsrechter: Rudolf Eklöw (SWE) |
| 22 augustus Baltische Beker 1935 № 79 «onderlinge duels» 18:00 uur (UTC+2) | Eduard Eelma 64' |       | 70' Ērihs Pētersons | Kadriorustadion, Tallinn Toeschouwers: 7.000 Scheidsrechter: Rudolf Eklöw (SWE) |

|                                                                          | |       |         |                                                                                       |
| 15 september Vriendschappelijk № 80 «onderlinge duels» 16:00 uur (UTC+1) | Duitsland | 5 – 0 | Estland | Stettiner SC Platz, Stettin Toeschouwers: 17.000 Scheidsrechter: Erik Malmström (SWE) |
| 15 september Vriendschappelijk № 80 «onderlinge duels» 16:00 uur (UTC+1) | Edmund Malecki 3' Wilhelm Simetsreiter 33' Josef Rasselnberg 46' Wilhelm Simetsreiter 65' Ludwig Damminger 81' |       |         | Stettiner SC Platz, Stettin Toeschouwers: 17.000 Scheidsrechter: Erik Malmström (SWE) |

|                                                                          |                                             |       |                                         |                                                                                       |
| 18 september Vriendschappelijk № 81 «onderlinge duels» 15:45 uur (UTC+2) | Litouwen                                    | 2 – 2 | Estland                                 | Kariuomenės Stadionas, Kaunas Toeschouwers: 3.000 Scheidsrechter: Juris Rēdlihs (LVA) |
| 18 september Vriendschappelijk № 81 «onderlinge duels» 15:45 uur (UTC+2) | Antanas Lingis 38' Henrikas Kersnauskas 49' |       | 33' Richard Kuremaa 48' Richard Kuremaa | Kariuomenės Stadionas, Kaunas Toeschouwers: 3.000 Scheidsrechter: Juris Rēdlihs (LVA) |

### 1936
|                                                                    |                                              |       |                                                                 |                                                                                 |
| 28 mei Vriendschappelijk № 82 «onderlinge duels» 18:30 uur (UTC+2) | Estland                                      | 3 – 4 | Letland                                                         | Kadriorustadion, Tallinn Toeschouwers: 5.000 Scheidsrechter: Mauri Saario (FIN) |
| 28 mei Vriendschappelijk № 82 «onderlinge duels» 18:30 uur (UTC+2) | Nikolai Linberg 34' Georg Siimenson 63', 82' |       | 20' Vaclavs Borduško 31', 39' Alfrēds Verners 73' Jānis Rozītis | Kadriorustadion, Tallinn Toeschouwers: 5.000 Scheidsrechter: Mauri Saario (FIN) |

|                                                                     |                                            |       |         |                                                                                       |
| 30 juni Vriendschappelijk № 83 «onderlinge duels» 17:45 uur (UTC+2) | Litouwen                                   | 2 – 0 | Estland | Valstybinis stadionas, Kaunas Toeschouwers: 5.000 Scheidsrechter: Juris Rēdlihs (LVA) |
| 30 juni Vriendschappelijk № 83 «onderlinge duels» 17:45 uur (UTC+2) | Juozas Gudelis 58' Zigmas Sabaliauskas 89' |       |         | Valstybinis stadionas, Kaunas Toeschouwers: 5.000 Scheidsrechter: Juris Rēdlihs (LVA) |

|                                                                         |                                          |       |                                       |                                                                                     |
| 20 augustus Vriendschappelijk № 84 «onderlinge duels» 18:00 uur (UTC+2) | Estland                                  | 2 – 2 | Finland                               | Kadriorustadion, Tallinn Toeschouwers: 4.500 Scheidsrechter: Ragnar Bäckström (SWE) |
| 20 augustus Vriendschappelijk № 84 «onderlinge duels» 18:00 uur (UTC+2) | Heinrich Uukkivi 63' Richard Kuremaa 69' |       | 36' Ernst Grönlund 64' Kurt Weckström | Kadriorustadion, Tallinn Toeschouwers: 4.500 Scheidsrechter: Ragnar Bäckström (SWE) |

|                                                                            |                                         |       |                    |                                                                           |
| 30 augustus Baltische Beker 1936 № 85 «onderlinge duels» 17:00 uur (UTC+2) | Estland                                 | 2 – 1 | Litouwen           | JKS stadions, Riga Toeschouwers: 2.000 Scheidsrechter: Rudolf Eklöw (SWE) |
| 30 augustus Baltische Beker 1936 № 85 «onderlinge duels» 17:00 uur (UTC+2) | Georg Siimenson 24' Richard Kuremaa 61' |       | 84' Juozas Gudelis | JKS stadions, Riga Toeschouwers: 2.000 Scheidsrechter: Rudolf Eklöw (SWE) |

|                                                                            |                                                |       |                         |                                                                            |
| 31 augustus Baltische Beker 1936 № 86 «onderlinge duels» 17:30 uur (UTC+2) | Letland                                        | 2 – 1 | Estland                 | JKS stadions, Riga Toeschouwers: 10.000 Scheidsrechter: Rudolf Eklöw (SWE) |
| 31 augustus Baltische Beker 1936 № 86 «onderlinge duels» 17:30 uur (UTC+2) | Alberts Šeibelis 35' Jānis Lidmanis 41' (pen.) |       | 73' (pen.) Julius Kaljo | JKS stadions, Riga Toeschouwers: 10.000 Scheidsrechter: Rudolf Eklöw (SWE) |

### 1937
|                                                                    |                    |       |                                             |                                                                                       |
| 3 juni Vriendschappelijk № 87 «onderlinge duels» 17:45 uur (UTC+2) | Litouwen           | 1 – 2 | Estland                                     | Valstybinis stadionas, Kaunas Toeschouwers: 3.500 Scheidsrechter: Alois Beranek (AUT) |
| 3 juni Vriendschappelijk № 87 «onderlinge duels» 17:45 uur (UTC+2) | Juozas Gudelis 58' |       | 62' Karl Rudolf Sillak 89' Heinrich Uukkivi | Valstybinis stadionas, Kaunas Toeschouwers: 3.500 Scheidsrechter: Alois Beranek (AUT) |

|                                                                        | |       |                                        |                                                                             |
| 20 juni WK 1938 kwalificatie № 88 «onderlinge duels» 19:00 uur (UTC+1) | Zweden                                                                                               | 7 – 2 | Estland                                | Råsundastadion, Solna Toeschouwers: 18.271 Scheidsrechter: Otto Remke (DEN) |
| 20 juni WK 1938 kwalificatie № 88 «onderlinge duels» 19:00 uur (UTC+1) | Gustaf Josefsson 7', 41' Lennart Bunke 40' Sven Jonasson 49' (pen.) Gustav Wetterström 73', 77', 84' |       | 2' Georg Siimenson 3' Heinrich Uukkivi | Råsundastadion, Solna Toeschouwers: 18.271 Scheidsrechter: Otto Remke (DEN) |

|                                                                     |                                      |       |                  |                                                                                 |
| 14 juli Vriendschappelijk № 89 «onderlinge duels» 19:00 uur (UTC+2) | Estland                              | 2 – 1 | Roemenië         | Kadriorustadion, Tallinn Toeschouwers: 6.000 Scheidsrechter: Gustav Krist (TCH) |
| 14 juli Vriendschappelijk № 89 «onderlinge duels» 19:00 uur (UTC+2) | Julius Kaljo 15' Georg Siimenson 80' |       | 54' Iuliu Bodola | Kadriorustadion, Tallinn Toeschouwers: 6.000 Scheidsrechter: Gustav Krist (TCH) |

|                                                                            |         |                     |         |                                                                            |
| 19 augustus WK 1938 kwalificatie № 90 «onderlinge duels» 18:00 uur (UTC+2) | Finland | 0 – 1               | Estland | Urheilupuisto, Turku Toeschouwers: 4.797 Scheidsrechter: Ivan Eklind (SWE) |
| 19 augustus WK 1938 kwalificatie № 90 «onderlinge duels» 18:00 uur (UTC+2) |         | 56' Richard Kuremaa |         | Urheilupuisto, Turku Toeschouwers: 4.797 Scheidsrechter: Ivan Eklind (SWE) |

|                                                                            |                                                                     |       |                     |                                                                                             |
| 29 augustus WK 1938 kwalificatie № 91 «onderlinge duels» 16:00 uur (UTC+1) | Duitsland                                                           | 4 – 1 | Estland             | Horst Wessel Stadion, Kaliningrad Toeschouwers: 18.000 Scheidsrechter: Bruno Pfützner (TCH) |
| 29 augustus WK 1938 kwalificatie № 91 «onderlinge duels» 16:00 uur (UTC+1) | Ernst Lehner 51' Jupp Gauchel 52' Ernst Lehner 65' Jupp Gauchel 86' |       | 34' Georg Siimenson | Horst Wessel Stadion, Kaliningrad Toeschouwers: 18.000 Scheidsrechter: Bruno Pfützner (TCH) |

|                                                                            |                     |       |                     |                                                                                           |
| 4 september Baltische Beker 1937 № 92 «onderlinge duels» 16:00 uur (UTC+2) | Estland             | 1 – 1 | Letland             | Valstybinis stadionas, Kaunas Toeschouwers: 8.000 Scheidsrechter: Hans Frankenstein (AUT) |
| 4 september Baltische Beker 1937 № 92 «onderlinge duels» 16:00 uur (UTC+2) | Richard Kuremaa 68' |       | 35' Iļja Vestermans | Valstybinis stadionas, Kaunas Toeschouwers: 8.000 Scheidsrechter: Hans Frankenstein (AUT) |

|                                                                            |          |                                                                |         |                                                                                           |
| 5 september Baltische Beker 1937 № 93 «onderlinge duels» 16:00 uur (UTC+2) | Litouwen | 0 – 4                                                          | Estland | Valstybinis stadionas, Kaunas Toeschouwers: 8.000 Scheidsrechter: Hans Frankenstein (AUT) |
| 5 september Baltische Beker 1937 № 93 «onderlinge duels» 16:00 uur (UTC+2) |          | 3', 50' Georg Siimenson 22' Heinrich Uukkivi 37' Aavo Sillandi |         | Valstybinis stadionas, Kaunas Toeschouwers: 8.000 Scheidsrechter: Hans Frankenstein (AUT) |

|                                                                            |         |                                       |         |                                                                                           |
| 7 september Baltische Beker 1937 № 94 «onderlinge duels» 16:00 uur (UTC+2) | Estland | 0 – 2                                 | Letland | Valstybinis stadionas, Kaunas Toeschouwers: 6.000 Scheidsrechter: Hans Frankenstein (AUT) |
| 7 september Baltische Beker 1937 № 94 «onderlinge duels» 16:00 uur (UTC+2) |         | 12' Jānis Rozītis 19' Iļja Vestermans |         | Valstybinis stadionas, Kaunas Toeschouwers: 6.000 Scheidsrechter: Hans Frankenstein (AUT) |

|                                                                          |                                                          |       |                     |                                                                             |
| 19 september Vriendschappelijk № 95 «onderlinge duels» 16:00 uur (UTC+2) | Letland                                                  | 3 – 1 | Estland             | ASK stadions, Riga Toeschouwers: 12.000 Scheidsrechter: Alois Beranek (AUT) |
| 19 september Vriendschappelijk № 95 «onderlinge duels» 16:00 uur (UTC+2) | Jānis Rozītis 23' Fricis Kaņeps 28' Vaclavs Borduško 66' |       | 32' Richard Kuremaa | ASK stadions, Riga Toeschouwers: 12.000 Scheidsrechter: Alois Beranek (AUT) |

### 1938
|                                                                    |                  |       |         |                                                                                  |
| 31 mei Vriendschappelijk № 96 «onderlinge duels» 19:15 uur (UTC+2) | Noorwegen        | 1 – 0 | Estland | Ullevaalstadion, Oslo Toeschouwers: 19.200 Scheidsrechter: Einar Lundström (FIN) |
| 31 mei Vriendschappelijk № 96 «onderlinge duels» 19:15 uur (UTC+2) | Arne Brustad 65' |       |         | Ullevaalstadion, Oslo Toeschouwers: 19.200 Scheidsrechter: Einar Lundström (FIN) |

|                                                                     |          |                          |         |                                                                                        |
| 11 juni Vriendschappelijk № 97 «onderlinge duels» 18:00 uur (UTC+2) | Litouwen | 0 – 2                    | Estland | Valstybinis stadionas, Kaunas Toeschouwers: 5.000 Scheidsrechter: Arvīds Jurgens (LVA) |
| 11 juni Vriendschappelijk № 97 «onderlinge duels» 18:00 uur (UTC+2) |          | 19', 38' Richard Kuremaa |         | Valstybinis stadionas, Kaunas Toeschouwers: 5.000 Scheidsrechter: Arvīds Jurgens (LVA) |

|                                                                     |                                         |       |           |                                                                                 |
| 22 juni Vriendschappelijk № 98 «onderlinge duels» 19:30 uur (UTC+2) | Estland                                 | 2 – 3 | Hongarije | Kadriorustadion, Tallinn Toeschouwers: 7.000 Scheidsrechter: Esko Pekonen (FIN) |
| 22 juni Vriendschappelijk № 98 «onderlinge duels» 19:30 uur (UTC+2) | Georg Siimenson 27' Richard Kuremaa 56' |       | ?         | Kadriorustadion, Tallinn Toeschouwers: 7.000 Scheidsrechter: Esko Pekonen (FIN) |

|                                                                     |         |                                          |         |                                                                                   |
| 20 juli Vriendschappelijk № 99 «onderlinge duels» 19:00 uur (UTC+2) | Estland | 0 – 2                                    | Letland | Kadriorustadion, Tallinn Toeschouwers: 9.000 Scheidsrechter: Fritz Bouillon (GER) |
| 20 juli Vriendschappelijk № 99 «onderlinge duels» 19:00 uur (UTC+2) |         | 19' Ērihs Raisters 86' Aleksandrs Vanags |         | Kadriorustadion, Tallinn Toeschouwers: 9.000 Scheidsrechter: Fritz Bouillon (GER) |

|                                                                          |                     |       |                                                         |                                                                               |
| 17 augustus Vriendschappelijk № 100 «onderlinge duels» 17:30 uur (UTC+2) | Estland             | 1 – 3 | Finland                                                 | Kadriorustadion, Tallinn Toeschouwers: 6.000 Scheidsrechter: Karl Brust (GER) |
| 17 augustus Vriendschappelijk № 100 «onderlinge duels» 17:30 uur (UTC+2) | Georg Siimenson 39' |       | 27' Kurt Weckström 85' Pentti Eronen 87' Aatos Lehtonen | Kadriorustadion, Tallinn Toeschouwers: 6.000 Scheidsrechter: Karl Brust (GER) |

|                                                                             |                                              |       |                  |                                                                                   |
| 3 september Baltische Beker 1938 № 101 «onderlinge duels» 17:30 uur (UTC+2) | Estland                                      | 3 – 1 | Litouwen         | Kadriorustadion, Tallinn Toeschouwers: 7.000 Scheidsrechter: Fritz Bouillon (GER) |
| 3 september Baltische Beker 1938 № 101 «onderlinge duels» 17:30 uur (UTC+2) | Ralf Veidemann 40', 44' Heinrich Uukkivi 69' |       | 72' Kazys Šurkus | Kadriorustadion, Tallinn Toeschouwers: 7.000 Scheidsrechter: Fritz Bouillon (GER) |

|                                                                             |                   |       |                    |                                                                                    |
| 5 september Baltische Beker 1938 № 102 «onderlinge duels» 17:30 uur (UTC+2) | Estland           | 1 – 1 | Letland            | Kadriorustadion, Tallinn Toeschouwers: 11.000 Scheidsrechter: Fritz Bouillon (GER) |
| 5 september Baltische Beker 1938 № 102 «onderlinge duels» 17:30 uur (UTC+2) | Leonhard Kass 12' |       | 49' Ērihs Raisters | Kadriorustadion, Tallinn Toeschouwers: 11.000 Scheidsrechter: Fritz Bouillon (GER) |

### 1939
|                                                                      |         |                                          |           |                                                                                   |
| 29 juni Vriendschappelijk № 103 «onderlinge duels» 19:00 uur (UTC+2) | Estland | 0 – 2                                    | Duitsland | Kadriorustadion, Tallinn Toeschouwers: 9.000 Scheidsrechter: Arvīds Jurgens (LAT) |
| 29 juni Vriendschappelijk № 103 «onderlinge duels» 19:00 uur (UTC+2) |         | 46' Ernst Lehner 56' Reinhard Schaletzki |           | Kadriorustadion, Tallinn Toeschouwers: 9.000 Scheidsrechter: Arvīds Jurgens (LAT) |

|                                                                      |                                                                   |       |                                                            |                                                                              |
| 27 juli Vriendschappelijk № 104 «onderlinge duels» 18:15 uur (UTC+2) | Letland                                                           | 3 – 3 | Estland                                                    | ASK stadions, Riga Toeschouwers: 12.000 Scheidsrechter: Wilhelm Peters (GER) |
| 27 juli Vriendschappelijk № 104 «onderlinge duels» 18:15 uur (UTC+2) | Eduards Freimanis 25' Aleksandrs Vanags 76' Eduards Freimanis 87' |       | 17' Georg Siimenson 55' Richard Kuremaa 66' Ralf Veidemann | ASK stadions, Riga Toeschouwers: 12.000 Scheidsrechter: Wilhelm Peters (GER) |

|                                                                         |                                                                             |       |                                       |                                                                                      |
| 4 augustus Vriendschappelijk № 105 «onderlinge duels» 19:00 uur (UTC+2) | Finland                                                                     | 4 – 2 | Estland                               | Olympisch Stadion, Helsinki Toeschouwers: 6.154 Scheidsrechter: Arvīds Jurgens (LAT) |
| 4 augustus Vriendschappelijk № 105 «onderlinge duels» 19:00 uur (UTC+2) | Yrjö Kylmälä 48' Yrjö Kylmälä 66' Yrjö Kylmälä 78' Pentti Eronen 88' (pen.) |       | 9' Heinrich Uukkivi 52' Leonhard Kass | Olympisch Stadion, Helsinki Toeschouwers: 6.154 Scheidsrechter: Arvīds Jurgens (LAT) |

|                                                                          |         |                        |          |                                                                                    |
| 27 augustus Vriendschappelijk № 106 «onderlinge duels» 17:30 uur (UTC+2) | Estland | 0 – 1                  | Litouwen | Kadriorustadion, Tallinn Toeschouwers: 5.500 Scheidsrechter: Einar Lundström (FIN) |
| 27 augustus Vriendschappelijk № 106 «onderlinge duels» 17:30 uur (UTC+2) |         | 60' Vladas Adomavičius |          | Kadriorustadion, Tallinn Toeschouwers: 5.500 Scheidsrechter: Einar Lundström (FIN) |

EJL · A-internationals · Bondscoaches · Statistieken · Estisch vrouwenelftal · Olympisch elftal · Estland U21 · Estland U20 · Estland U19 · Estland U18 · Estland U17 · Estland U16
1920 – 1929 ·
1930 – 1939 ·
1940 – 1949 ·
1950 – 1990 · 
1990 – 1999 ·
2000 – 2009 ·
2010 – 2019 ·
2020 − 2029
OS 1924
1920 ·
1921 ·
1922 ·
1923 ·
1924 ·
1925 ·
1926 ·
1927 ·
1928 ·
1929 · 
1930 · 
1931 · 
1932 · 
1933 · 
1934 · 
1935 · 
1936 · 
1937 · 
1938 · 
1939 · 
1940 · 
1941 · 
1942 · 
1943 · 1944 · 
1945 · 
1946 · 
1947 · 
1948 · 
1949 · 
1950 – 1990 · 
1991 · 
1992 · 
1993 · 
1994 · 
1995 · 
1996 · 
1997 · 
1998 · 
1999 · 
2000 · 
2001 · 
2002 · 
2003 · 
2004 · 
2005 · 
2006 · 
2007 · 
2008 · 
2009 · 
2010 · 
2011 · 
2012 · 
2013 · 
2014 · 
2015 · 
2016 ·
2017 ·
2018 ·
2019 ·
2020
Albanië ·
Andorra ·
Angola ·
Antigua en Barbuda ·
Argentinië ·
Armenië ·
Azerbeidzjan ·
België ·
Bosnië-Herzegovina ·
Brazilië ·
Bulgarije ·
Canada ·
Chili ·
China ·
Cyprus ·
Denemarken ·
Duitsland ·
Ecuador ·
Egypte ·
El Salvador ·
Engeland ·
Equatoriaal-Guinea ·
Faeröer ·
Fiji ·
Filipijnen ·
Finland ·
Frankrijk ·
Georgië · 
Gibraltar ·
Griekenland ·
Hongarije ·
Hongkong ·
Ierland ·
IJsland ·
Indonesië ·
Irak ·
Israël ·
Italië ·
Jordanië ·
Kazachstan ·
Kirgizië ·
Kroatië ·
Letland ·
Libanon ·
Liechtenstein ·
Litouwen ·
Luxemburg ·
Malta ·
Marokko ·
Mexico ·
Moldavië ·
Montenegro ·
Nederland ·
Nieuw-Caledonië ·
Nieuw-Zeeland ·
Noord-Ierland ·
Noord-Macedonië ·
Noorwegen ·
Oekraïne ·
Oezbekistan ·
Oman ·
Oostenrijk ·
Polen ·
Portugal ·
Qatar ·
Roemenië ·
Rusland ·
Saint Kitts en Nevis ·
San Marino ·
Saoedi-Arabië ·
Schotland ·
Servië ·
Slovenië ·
Slowakije · 
Spanje ·
Tadzjikistan ·
Thailand ·
Trinidad en Tobago ·
Tsjechië ·
Turkije ·
Turkmenistan ·
Uruguay ·
Vanuatu ·
Venezuela ·
Verenigde Arabische Emiraten ·
Verenigde Staten ·
Vietnam ·
Wales ·
Wit-Rusland ·
Zweden ·
Zwitserland
België · Bulgarije · Denemarken · Duitsland · Engeland · Estland · Finland · Frankrijk · Griekenland · Hongarije · Ierland · Israël · Italië · Joegoslavië · Letland · Litouwen · Luxemburg · Nederland · Noord-Ierland · Noorwegen · Oostenrijk · Polen · Portugal · Roemenië · Schotland · Spanje · Tsjecho-Slowakije · Turkije · Wales · Zweden · Zwitserland